# Jesús María (Argentinië)
Jesús María is een plaats in het Argentijnse bestuurlijke gebied Colón in de provincie Córdoba. De plaats telt 26.825 inwoners.

## Geboren
- Federico Bravo (5 oktober 1993), voetballer